# Masiakasaurus
Masiakasaurus ("lítý ještěr") byl teropodní dinosaurus, který dorůstal délky kolem dvou metrů a žil v období svrchní křídy přibližně před 70 miliony let na území dnešního Madagaskaru.

## Popis

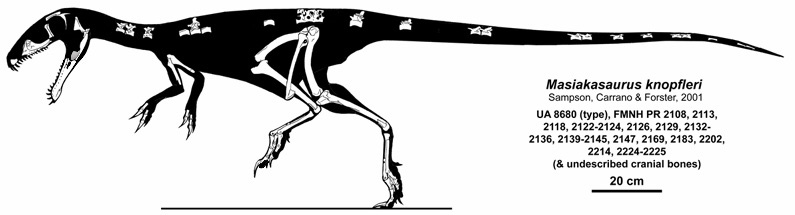
Masiakasaurus knopfleri - rekonstrukce dochovaných kosterních částí.

Vyznačoval se dlouhými, kónickými přední zuby se zahnutými hroty vytočenými ven z tlamy, což je mezi teropody neobvyklé, kdežto zadní zuby jsou typičtější dýkovité a vroubkované. Vystrčené přední zuby nejpravděpodobněji sloužily k probodnutí drobné kořisti, jakou byli ryby, savci, ještěrky nebo ptáci. Zuby v zadní části čelisti pak zřejmě používal k roztrhání úlovku. Navzdory svému chrupu však Masiakasaurus nejspíše sám sloužil jako kořist krokodýlů a ostatních velkých masožravců, jakým byl například šestimetrový teropod Majungasaurus, s nímž sdílel území. Proti takovým dravcům byla jeho nejlepší obranou rychlost a mrštnost. Jeho blízkým příbuzným byl Noasaurus z Jižní Ameriky.

## Rozměry
Masiakasaurus dosahoval délky asi 1,5 až 2 metry a hmotnosti přibližně 20 kilogramů. Patřil tak mezi poměrně malé teropody.